# Eduíno de Jesus
Eduíno de Jesus (Arrifes, Ponta Delgada, ilha de São Miguel, 18 de Janeiro de 1928) é um poeta, ensaísta e crítico literário português.
Considerado um poeta de mérito reconhecido nos planos nacional e internacional, desenvolveu em Portugal expressiva actividade de divulgação da cultura açoriana desde o lançamento e manutenção, em Coimbra, da colecção "Arquipélago", pela qual tornou conhecida a obra de vários escritores açorianos como Armando Côrtes-Rodrigues. Posteriormente prosseguiu as atividades de divulgação enquanto coordenador, por muitos anos, da secção cultural da Casa dos Açores de Lisboa.

## Biografia
Iniciou os seus estudos no Liceu Antero de Quental, na cidade de Ponta Delgada, e a sua carreira académica na Faculdade de Letras da Universidade de Coimbra em 1951.
Foi professor do ensino primário e do ensino secundário no Externato Luís de Camões e lecionou portugues na escola preparatoria Nuno Goncalves em Lisboa e mais tarde docente na Faculdade de Letras da Universidade de Lisboa onde começou a leccionar nos cursos de verão para estrangeiros, em 1976.
Entre os anos de 1979 e 2000 regeu a cadeira de Teoria da Literatura na Universidade Nova de Lisboa.
Foi presidente da Casa dos Açores de Lisboa entre 2003 e Janeiro de 2009.
Os seus conhecimentos levaram que fizesse parte do conselho de directores da Enciclopédia Luso-Brasileira de Cultura Verbo.
Foi também colaborador da Enciclopédia de Literatura Biblos, do Dicionário Cronológico de Autores Portugueses editado pelo Instituto Português do Livro e da Leitura, e do Grande Dicionário Enciclopédico Ediclube no que se refere ao léxico.

## Obras

### Poesia
- Caminho para o desconhecido. Coimbra, Tipografia Casa Minerva, 1952.
- O Rei Lua. Coimbra, Oficinas Gráficas da Coimbra Editora, 1955.
- A cidade destruída durante o eclipse. Coimbra, Coimbra Editora, 1957.
- Os silos do silêncio: poesia (1948-2004).[4] Lisboa, Imprensa Nacional-Casa da Moeda, 2005. ISBN 972-27-1384-1.

### Teatro
- Cinco Minutos e o Destino. Ponta Delgada, 1959, Separata de Açória, n.º 2

### Outras
- Incluído em diversas antologias de poesia.
- Autor de centenas de artigos dispersos em suplementos culturais de jornais e revistas de todo o País.